# Kerkgebouw Oud Gereformeerde Gemeenten (Kamperland)
Het Kerkgebouw van de Oud Gereformeerde Gemeenten is een voormalig kerkgebouw in de Zeeuwse plaats Kamperland, gelegen aan de Noordstraat. Het kerkgebouw, dat omstreeks 1920 werd gebouwd, werd in 1990 buiten gebruik gesteld. Sinds 1993 is er een kapsalon gevestigd.

## Geschiedenis
De Oud Gereformeerde Gemeente van Kamperland ontstond in de jaren 1910 en werd in 1917 een zelfstandige gemeente. Kort daarna werd een eigen kerkgebouw in gebruik genomen aan de Noordstraat. Het betrof een eenvoudige kleine zaalkerk. Kerkelijk viel de gemeente enige tijd onder verantwoordelijkheid van de Oud Gereformeerde Gemeente van Zierikzee. In de jaren 1980 liep het ledental van de gemeente sterk terug en werden de kerkelijke ambten niet meer vervuld. In april 1990 werd besloten de gemeente om te vormen tot een afdeling van de kerk van 's-Gravenpolder. Een korte periode later werd de afdeling definitief opgeheven, zodat het kerkgebouw buiten gebruik werd gesteld.
Na de sluiting stond het gebouw twee jaar leeg, totdat een kunstenaar een korte tijd gebruik maakte van de ruimte. In 1993 werd het gebouw verkocht en ingericht tot kapsalon. Hierbij werd de oorspronkelijke stijl van het gebouw behouden, afgezien van de toevoeging van een glazen voorbouw.